# Coccycua
Coccycua é um gênero de aves da família Cuculidae.
As seguintes espécies são reconhecidas:
- Coccycua minuta (Vieillot, 1817)
- Coccycua pumila (Strickland, 1852)
- Coccycua cinerea (Vieillot, 1817)